# Willoughby Dickinson, 1. Baron Dickinson

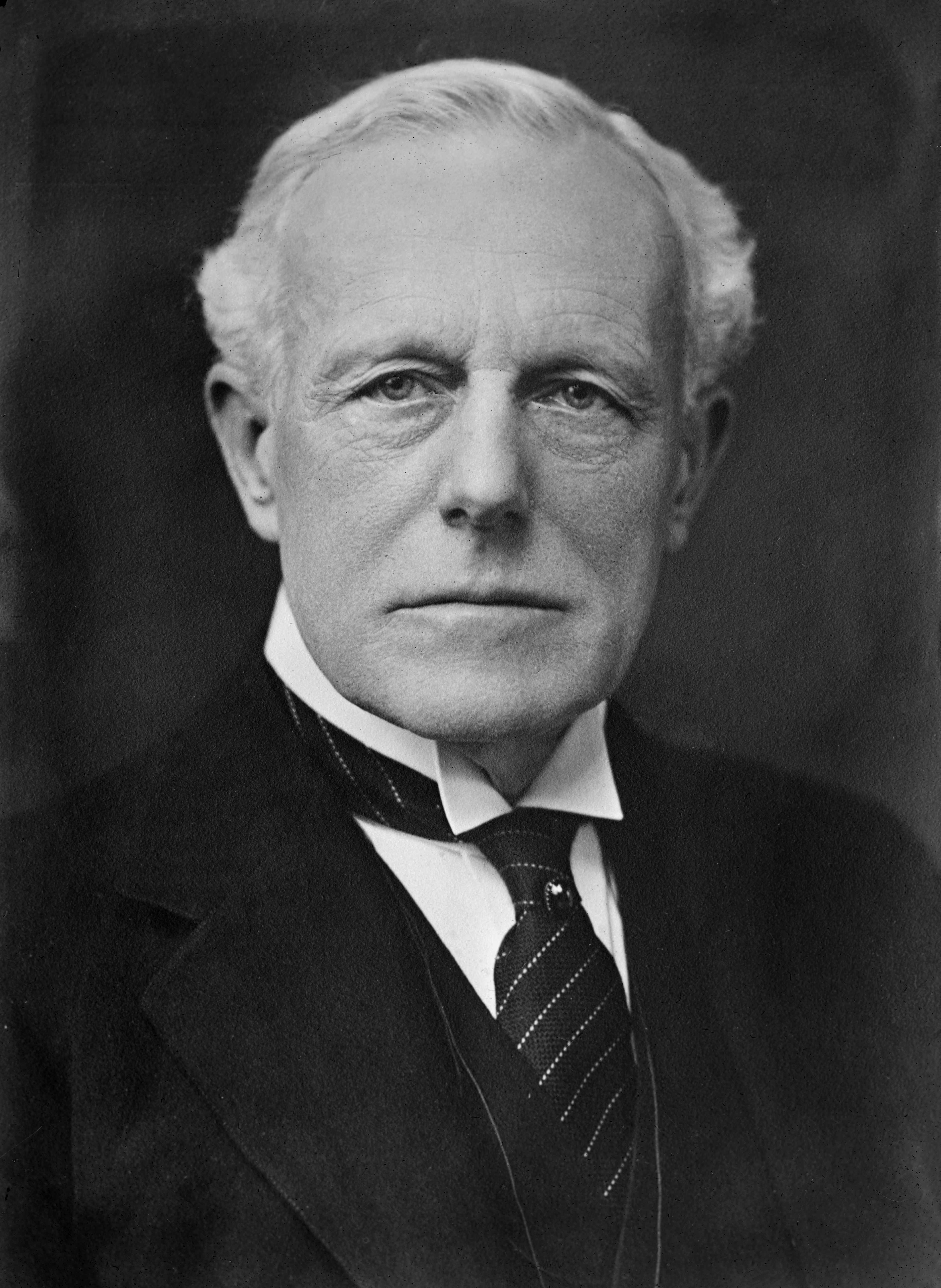
Willoughby Dickinson

Willoughby Hyett Dickinson, 1. Baron Dickinson (* 9. April 1859; † 31. Mai 1943) war ein britischer Politiker (Liberal Party).

## Leben und Tätigkeit
Dickinson war ein Sohn des Parlamentsabgeordneten Sebastian Dickinson. Er wurde am Eton College ausgebildet und studierte anschließend Juristerei am Trinity College der University of Cambridge. 1884 wurde er als Anwalt zugelassen (called to the bar).
Von 1889 bis 1907 gehörte dem Rat für den Bezirk London (London County Council) an: In den Jahren 1892 bis 1896 amtierte er als dessen stellvertretender Vorsitzender und von 1900 bis 1901 als Vorsitzender.
Bei der britischen Parlamentswahl des Jahres 1906 wurde Dickinson als Kandidat der Liberal Party als Abgeordneter für den Wahlkreis St. Pancras North ins House of Commons, das britische Parlament gewählt, dem er zwölf Jahre lang bis 1918 angehörte. Zuvor hatte er sich erfolglos bei den Unterhauswahlen von 1895 (im Wahlkreis Stepney) und von 1900 (im Wahlkreis St. Pancras) als Kandidat der Liberal Party um einen Sitz im Parlament beworben. Während seiner Abgeordnetenzeit tat Dickinson sich als Befürworter des Frauenwahlrechtes hervor, zu dessen Herbeiführung er mehrere Vorlagen ins Parlament einbrachte.
Innerhalb der Liberal Party amtierte er von 1901 bis 1918 als Vorsitzender der London Liberal Federation sowie von 1897 bis 1908 als Mitglied des Exekutivausschusses der National Liberal Federation.
1914 wurde Dickinson zu einem Mitglied des Privy Council, des britischen Kronrates, ernannt. 1930 wurde er als Baron Dickinson, of Painswick in the County of Gloucester in den Adelsstand erhoben.
Als überzeugter Pazifist diente Dickinson lange Zeit der World Alliance for International Friendship (Weltbund für Freundschaftsarbeit der Kirchen) als Generalsekretär und stand ihr ab 1931 als Präsident vor. Zudem gilt er als einer der Urheber des Völkerbundgedankens und unterstützte diese Organisation nach ihrer Gründung nachhaltig. Außerdem stand er der britischen League of Nations Union (League of Nations Societies) zeitweise als Vizepräsident vor.
Willoughby war Mitglied des Reform Clubs und des National Liberal Clubs.
Bei Dickinsons Tod ging sein Adelstitel auf seinen Enkelsohn Richard über.

## Familie
1891 heiratete Dickinson Elizabeth, eine Tochter des Generals Richard John Meade, mit der er zwei Töchter und einen Sohn hatte.